# Granges-le-Bourg
Granges-le-Bourg là một xã thuộc tỉnh Haute-Saône trong vùng Bourgogne-Franche-Comté phía đông nước Pháp.